# Золотарёвское сражение

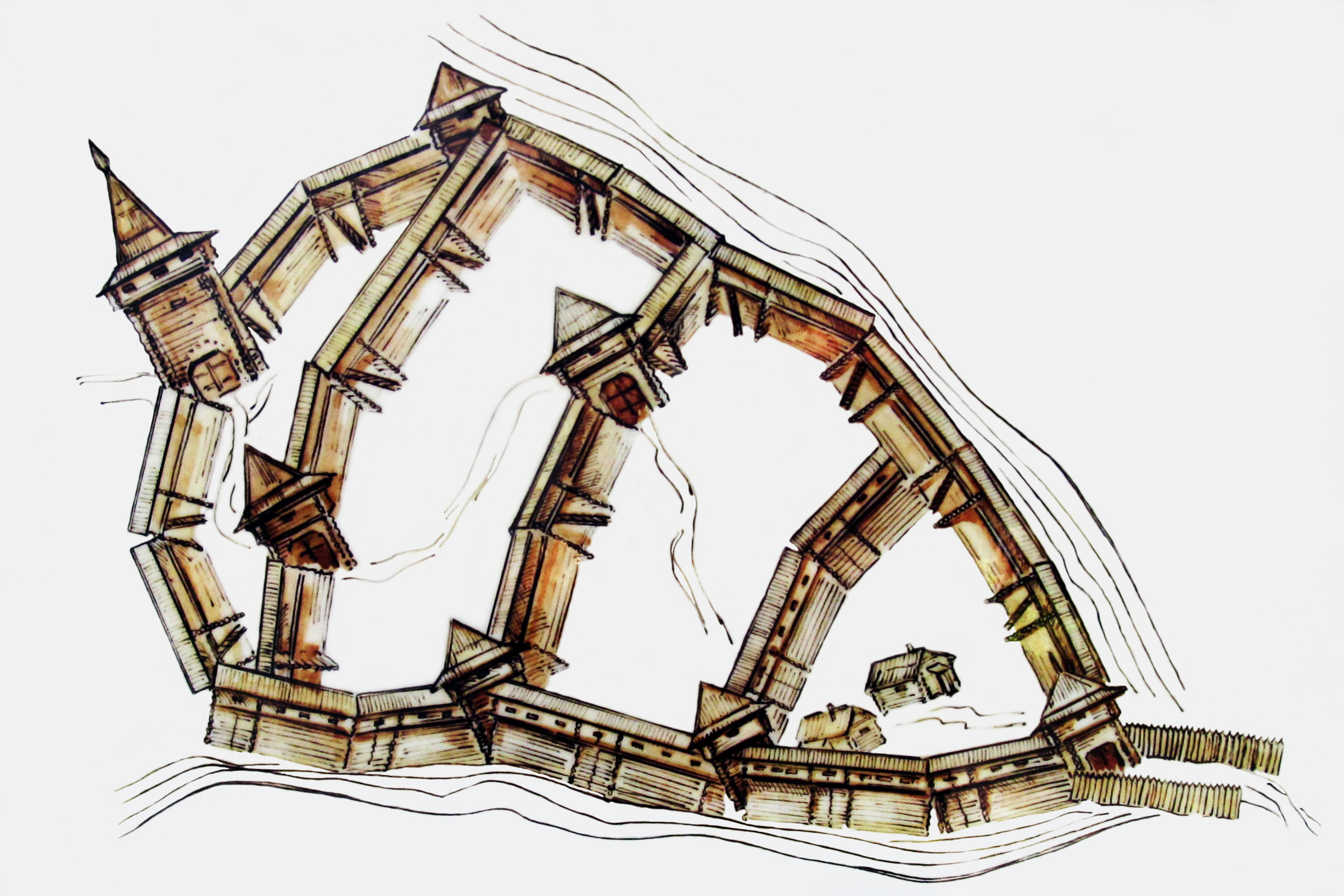
Схема Золотарёвского городища

Золотарёвское сраже́ние — сражение XIII века (возможно, 1223 год или осень 1237 года), происшедшее в 30 км юго-восточнее современной Пензы между защитниками Золотарёвского городища, одной из важных крепостей Волжской Булгарии на пути в Киев, и вторгшимися отрядами монголов Батыя (по другой версии, отрядами Джебе и Субэдэя).

## Золотарёвское поселение
Само поселение, расположенное вдоль оврага, по которому течёт река Медоевка, в 500 метрах к северо-западу от центра посёлка Золотарёвка Пензенской области, состоящее из городища и трёх селищ, было известно давно.
В 60-х годах XX века его исследовал пензенский археолог, сотрудник Пензенского краеведческого музея М. Р. Полесских, который уже тогда отмечал множество следов гибели крепости в результате монгольского нашествия.
Поселение играло важную роль на торговом пути из Булгара в Киев и контролировало переправу через реку Суру, в 4 км от которой оно находилось. По сути, это было одно из ответвлений Великого шёлкового пути. Городище располагалось на мысу, и было защищено четырьмя крепостными стенами поперёк мыса и одной стеной по краю, от которых до настоящего времени сохранились валы со рвами. По своим размерам, как считает пензенский учёный-археолог доктор исторических наук Г. Н. Белорыбкин, раскрывший грандиозную картину сражения на берегах Суры, Золотарёвское поселение сопоставимо с восточноевропейским городом. Строилось оно строго по плану, с использованием передовых технологий и лучших образцов укреплений. Об этом же свидетельствует и дополнительная полоса препятствий в виде ловчих ям с напольной стороны городища, построенная, по мнению исследователей, накануне штурма. Подобные укрепления резко выделяют Золотарёвское городище среди других памятников Восточной Европы. Для защиты городища использовался военный отряд, где главную роль играла конница, судя по обилию деталей конной сбруи. Раскопки на городище позволили обнаружить детали оружия, массу сгоревшего зерна и человеческих останков, что характерно для погибших городов. Подлинную картину и масштабы сражения, развернувшегося здесь, удалось раскрыть группе исследователей под руководством Г. Н. Белорыбкина только в конце XX века.

## Сражение с монголами
Как указывает Д. Ф. Мадуров, старший научный сотрудник отдела истории ЧГИГН, по сведению Рашид-ад-Дина: «…а после того, в такику-ил, в год курицы, соответствующий 634 г. х. (4 сентября 1236 г. — 23 августа 1237 г.), сыновья Джучи — Бату, Орда и Берке, сын Угедей-каана — Кадан, внук Чагатая — Бури и сын Чингиз-хана — Кулкан занялись войною с мокшей, буртасами и арджанами (эрзя) и в короткое время завладели ими. Осенью упомянутого года, находившиеся там царевичи сообща устроили курултай, и, по общему соглашению, пошли войной на русских».
На месте сражения вблизи нынешней Золотарёвки обнаружено более 2000 наконечников стрел, несколько сотен деталей сабельного оружия и фрагментов защитных доспехов и тысячи предметов конного снаряжения. Кроме того, найдено много изделий из серебра, золота, свинца.
Осада крепости, по мнению исследователей, была непродолжительной, так как оказались не использованы запасы зерна и животных в крепости, а деревянные строения были сожжены. У стен крепости имеются многочисленные следы конных стычек между завоевателями и защитниками. Как это было принято, после штурма основная масса оружия была собрана, но даже то, что осталось, позволило исследователям определить не только время сражения в 1237 году, но и установить, что в нём принимали участие представители самых разных племён и народов. Со стороны монголов это были различные, в основном тюркские, племена, а со стороны защитников — булгары, буртасы, мокша, русские, кыпчаки и енисейские кыргызы.
По анализу конного снаряжения Г. Н. Белорыбкин предположил, что ведущее место в отряде защитников занимали енисейские кыргызы — выходцы из Хакасско-Минусинской котловины, где в это время существовала аскизская культура, почти за 3000 км от Посурья. И. Л. Измайлов раскритиковал данную трактовку и предположил, что находки оружия центральноазиатского и дальневосточного происхождения связаны не с кыргызами, а с монгольскими отрядами Джебе и Субэдэя.
О том, что произошло на Золотарёвском поселении в последние часы его существования, свидетельствуют такие факты, как огромная площадь разбросанных на поверхности человеческих костей. Согласно исследованиям Белорыбкина, территория, на которой произошла военная катастрофа, выходит далеко за пределы крепости. Останки убитых были обнаружены на площади более 60 тысяч квадратных метров. Причем останки людей в большом количестве встречаются не только в поле, но и на крепостных стенах и внутри взятого штурмом городища. Среди костей было найдено много предметов вооружения и конной сбруи. В раскопках найдены кости с воткнутыми в них наконечниками стрел, рубленые черепа, а на крепостной стене — останки воина с булавой.
Погибшие воины и жители городища остались незахороненными, что, вероятно, связано с уничтожением не только этого, но и всех окружающих поселений. Такое тотальное уничтожение поселения связано с тем, что его жители, по-видимому, оказали упорное сопротивление. Обычно монголы не разрушали те поселения, которые не оказывали значительного сопротивления, и ограничивались просто грабежом.
Существенно иную трактовку сражения предложил доктор исторических наук И. Л. Измайлов. Он предположил, что археологические находки отражают события 1223 года, когда монгольские войска Джебе и Субэдэя после битвы на Калке двинулись против булгар, но при осаде Золотарёвского городища (крепости булгар) встретились с булгарским войском и потерпели от него серьёзное поражение.

## Золотарёвское сражение в литературе и искусстве
- «Золотая стрела Батыя» (2004)[6]
- Как «закопали» русские Помпеи, статья в «Российской газете»[7]
- Существует много легенд, связанных с Золотарёвским сражением. Часть из них приведена в статье Д. Ф. Мадурова[2]
- По мотивам исследований и легенд Г. Е. Горланов в 2006 году создал поэму «Золотарёвское побоище»[8]

## Альтернативные гипотезы
Некоторые исследователи на основании труда Плано Карпини «Historia Mongalorum quos nos Tartaros appellamus» относят окончательное покорение полуразорённой мордовской земли, важным эпизодом которого было Золотарёвское сражение, к 1238–1239 годам, другие — к 1242 году.